# MBC 스포츠플러스 2
MBC 스포츠플러스 2(엠비씨 스포츠플러스 2, 영어: MBC Sports+ 2)는 스포츠 중계를 주로 편성하는 MBC 플러스의 텔레비전 채널이다. 2013년 1월 1일자로 MBC 라이프에서 채널명이 변경된 MBC 퀸이 2016년 3월 28일부터 MBC스포츠플러스2로 채널이 재개편되었다.
2019년 2월부터 MBC ON으로 대체되어 폐국하였다.

## 주요 프로그램
- 내셔널 풋볼 리그
- 내셔널 하키 리그
- 복싱
- 당구
- 오버워치 리그
- 오버워치 컨텐더스 코리아

1. ↑  윤고은 기자 (2010년 6월 30일). “MBC ESPN, MBC SPORTS+2로 사명 변경”. 연합뉴스.